# École nationale supérieure des Beaux-Arts
École nationale supérieure des Beaux-Arts (de sköna konsternas skola), är en konstskola i Paris, vilken grundades 1648 med anknytning till Franska konstakademien (Académie des Beaux-Arts).